# Stinoptila poggearia
Stinoptila poggearia là một loài bướm đêm trong họ Geometridae.